# Liotryphon rostratus
Liotryphon rostratus là một loài tò vò trong họ Ichneumonidae.